# Ahrdorf
Ahrdorf is een plaats in de Duitse gemeente Blankenheim (Ahr), deelstaat Noordrijn-Westfalen, en telt 240 inwoners (2003).